# ليز هوارد
ليز هوارد هي كاتِبة وشاعرة كندية، ولدت في 15 يوليو 1985.